# Première circonscription de la France
La première circonscription de la France (France 1 Nord) est l'une des six circonscriptions électorales des Tunisiens de l'étranger. Elle se compose de la moitié nord de la France et couvre les consulats de Paris, Pantin et Strasbourg. Cinq députés de l'Assemblée des représentants du peuple sur 217 y sont élus.

## Assemblée constituante de 2011
Les résultats des élections constituantes tunisiennes de 2011 pour la circonscription sont consultables sur le site de l'Instance supérieure indépendante pour les élections.
Cinq constituants sont élus :
- Meherzia Labidi Maïza pour Ennahdha ;
- Amer Larayedh pour Ennahdha ;
- Béchir Nefzi puis Imed Daïmi pour le Congrès pour la République ;
- Nadia Chaabane pour le Pôle démocratique moderniste ;
- Sélim Ben Abdesselem pour Ettakatol.

L'Assemblée se dissout en 2014 une fois la nouvelle Constitution établie.

## Assemblée des représentants du peuple

### Première législature (2014-2019)

#### Députés
Les députés de la circonscription pour la Ire législature de l'Assemblée des représentants du peuple sont les suivants :
| Image | Nom                                       | Parti                             | Groupe parlementaire                                                     |
| ----- | ----------------------------------------- | --------------------------------- | ------------------------------------------------------------------------ |
|       | Khaoula Ben Aïcha                         | Nidaa Tounes puis Machrouu Tounes | Bloc Al Horra du Mouvement Machrouu Tounes                               |
|       | Marouan Felfel Khaled Chouket (2014-2016) | Nidaa Tounes puis Machrouu Tounes | Bloc Al Horra du Mouvement Machrouu Tounes                               |
|       | Houcine Jaziri                            | Ennahdha                          | Ennahdha                                                                 |
|       | Mohamed Ghannem                           | Afek Tounes                       | Afek Tounes, le Mouvement national et l'Appel des Tunisiens à l'étranger |
|       | Karima Taggaz Sayida Ounissi (2014-2016)  | Ennahdha                          | Ennahdha                                                                 |

### Deuxième législature (2019-2024)

#### Députés
| Image | Nom            | Parti                   | Groupe parlementaire    |
| ----- | -------------- | ----------------------- | ----------------------- |
|       | Sayida Ounissi | Ennahdha                | Ennahdha                |
|       | Lilia Bellil   | Au cœur de la Tunisie   | Au cœur de la Tunisie   |
|       | Zied Ghanney   | Courant démocrate       | Bloc démocrate          |
|       | Yassine Ayari  | Espoir et travail       | Al Moustakbal           |
|       | Omar Ghribi    | Coalition de la dignité | Coalition de la dignité |